# 公何藐
公何藐（？—前505年十月初十），中国春秋时期鲁国政治人物，季孙氏族人。
前505年九月廿八日，阳虎囚禁了季桓子和公父文伯，驱逐仲梁怀。十月初十，杀死公何藐。十月十二日，阳虎与季桓子在稷门内盟誓。十月十三日，举行大诅咒，驱逐了公父文伯公父歜和秦遄，公父歜和秦遄都逃奔齐国。。